# Ermete Novelli
Pour les articles homonymes, voir Novelli.

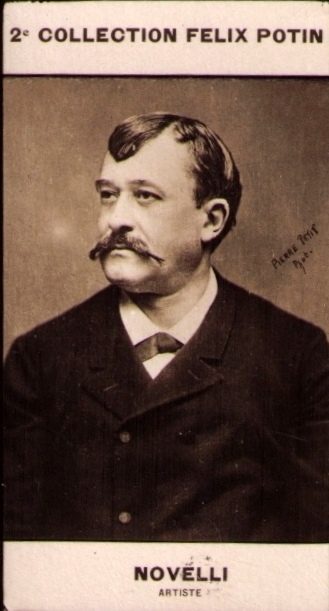

Ermete Novelli, né à Lucques le 5 mars 1851 et mort à Naples le 30 janvier 1919, est un acteur et dramaturge italien.

## Biographie
Né à Lucques Ermete Novelli fait sa première apparition sur scène en 1866, jouant entre 1871 et 1884 les premiers rôles dans des pièces de comédie dans les meilleures compagnies. En 1885, il crée sa propre entreprise, ayant du succès à Paris en 1898 et 1902.
En 1900 Ermete Novelli crée à Rome un nouveau théâtre, la Casa di Goldoni, sur les principes de la Comédie-Française. Il met en scène Monsieur Lecoq d'Émile Gaboriau. Il est l'auteur de plusieurs comédies et monologues.
Au cinéma, il est apparu dans les premiers films du cinéma muet. 
Ermete Novelli est mort à Naples en 1919 à l'âge de 67 ans. 

## Reconnaissances
Son nom est associé à divers théâtres d'Italie, comme celui de Rimini, rues  et places.
- Chevalier de l'Ordre des Saints-Maurice-et-Lazare.
- Chevalier de la Légion d'honneur[1].

## Filmographie partielle
- 1910 : Le Roi Lear